# Liferay Portal
Liferay Portal je bezplatný open-source podnikový portál založený na jazyce Java a distribuovaný pod licencí GNU Lesser General Public Licence a dalšími proprietárními licencemi. Umožňuje správu dat, aplikací a procesů z jednoho centrálního uživatelského rozhraní. Portál se skládá z jednotlivých funkčních jednotek, které se nazývají portlety. 

## Historie
Liferay Portal vznikl v roce 2000 za účelem poskytnutí portálového řešení neziskovým organizacím. Díky rostoucí poptávce byla poté v roce 2004 založena společnost Liferay, Inc. se sídlem v Los Angeles, USA, která od té doby pokračuje ve vývoji tohoto produktu. Dnes má společnost pobočky kromě USA také v Evropě a Asii.
Liferay Portal byl oceněn několika významnými organizacemi. V časopise EContent byl zařazen do seznamu 100 nejvlivnějších společností v odvětví digitálního obsahu, v roce 2006 ho pak InfoWorld označil za nejlepší open-source portálové řešení na trhu. Společnost Gartner ho v roce 2010 zvolila jako jednoho z lídrů na trhu ve své zprávě Magic Quadrant for Horizontal Portal Products.

## Funkce
Mezi základní funkce Liferay portálu patří
- nezávislost na platformě
- vícejazyčné uživatelské rozhraní
- zabezpečená SSO (Single Sign On) autentizace
- nástroje pro správu workflow
- personalizace webových stránek
- snadné uspořádání prvků pomocí drag-and-drop
- automatické nahrávání souborů přes WebDAV
- tagování a vyhledávání v obsahu portálu
- zobrazování obsahu v závislosti na definovaných rolích a oprávněních

Kromě základní aplikace jsou součástí Liferay portálu také Liferay CMS a Liferay Collaboration. 
Liferay CMS je systém pro správu obsahu, pravděpodobně nejdůležitější nástroj portálu. Pomocí něj mohou uživatelé nejen spravovat, ale i vytvářet nový obsah přímo z prohlížeče. Mohou upravovat celkový vzhled portálu volbou různých témat, vkládat a odebírat portlety, vytvářet nové stránky a upravovat jejich obsah. Vestavěný editor umožňuje publikovat webový obsah bez jakékoli znalosti programování. Prostřednictvím CMS má také uživatel přístup k obrázkové galerii a knihovně dokumentů, které mohou být sdíleny v rámci celého podniku, určité skupiny, nebo pouze jednotlivce.
Liferay Collaboration je souhrnné označení pro všechny groupware komponenty Liferay jako jsou fóra, blogy, wiki, chat, e-mail, kalendáře, oznámení a ankety.

## Edice softwaru
Liferay Portal Community Edititon je bezplatná edice, dostupná volně ke stažení, obsahující vždy nejnovější funkce. K této verzi nelze zakoupit podporu, podpora je dostupná pouze prostřednictvím Liferay-Community a jejího fóra, wiki a dalších nástrojů pro spolupráci. 
Liferay Portal Enterprise Edition je komerční, placená edice, u které je kladen větší důraz na stabilitu, bezpečnost a výkon. Je určena pro zákazníky, kteří hledají robustní softwarové řešení a ocení dlouhodobou podporu přímo od společnosti Liferay nebo jejích partnerů. Každá vydaná verze Liferay Portal Enterprise Edition je oficiálně podporována po 4 roky.

## Přizpůsobení portálu
Liferay nabízí podporu pro různá rozšíření, ať už vzhledu nebo funkčnosti portálu. Pro tyto účely existuje několik typů pluginů:
- Themes – Vhodné pro úpravu vzhledu celého portálu.
- Layout Templates – Šablony, jejichž účelem je přizpůsobení rozložení jednotlivých portletů v portálu.
- Hook plugins – Vhodné pro rozšíření a úpravu základních funkcionalit portálu.
- Ext plugins – Pomocí ext pluginů lze upravit prakticky libovolnou část zdrojového kódu portálu vlastní implementací. Nevýhodou těchto pluginů je, že jsou kompatibilní pouze s verzí portálu, pro kterou jsou vytvořeny.
- Portlety – Samostatné aplikace psané v jazyce Java, které tvoří vlastní obsah portálu.

## Technická specifikace
Liferay Portal podporuje všechny známé aplikační servery, operační systémy a databáze. Podporuje také internacionalizaci v jakémkoliv jazyce, standardně je dodáván ve 22 jazycích. 
Liferay Portal je založen převážně na Java technologiích, které zahrnují například Apache ServiceMix, Ehcache, Hibernate, jBPM, ICEfaces, Apache Lucene, MuleSource ESB, Spring 3.0 & AOP, Struts & Tiles, Apache Tapestry, Apache Velocity a JBoss Seam. Kromě toho využívá i následující technologie: jQuery, JavaScript, PHP a Ruby.
Liferay Portal podporuje standardy JSR-168, JSR-127, JSR-170, JSR-286 a JSF-314.